# Alfa Romeo 129 RC.32
L'Alfa Romeo 129 RC.32 era un motore radiale aeronautico a 9 cilindri a singola stella prodotto in Italia nel 1941 dalla italiana Alfa Romeo Milano. Faceva parte di una serie di motori evoluti dallo Jupiter costruito su licenza della britannica Bristol Engine Company. Il modello 129 RC.32 era caratterizzato dall'adozione di un compressore a singola velocità e di un riduttore.